# Melville (Rhode Island)
Melville es una ciudad y la base de un lugar designado por el censo que se extiende por el ribera sur de la bahía Narragansett, en Portsmouth, Condado de Newport, estado de Rhode Island (Estados Unidos). Está situado en las coordenadas 41°33′55″N 71°17′33″O / 41.56528, -71.29250 (41,565228, -71,292466)